# Троценко Стефанія Яківна
Стефанія Яківна Троценко (1905, село Вишняки, тепер Хорольського району Полтавської області — ?) — українська радянська діячка, заступник директора з наукової частини Науково-дослідного інституту фізичних методів лікування імені Сєченова, кандидат медичних наук. Кандидат у члени ЦК КПУ в березні 1954 — січні 1956 р. Депутат Верховної Ради РРФСР 3-го скликання. Депутат Верховної Ради УРСР 4-го скликання.

## Біографія
Народилася у родині селянина. У 1915 році разом із родиною переїхала у місто Севастополь.
У 1928 році закінчила Кубанський медичний інститут.
Член ВКП(б) з 1939 року.
До німецько-радянської війни 1941 року працювала головним лікарем терапевтичної клініки імені Щербакова при Науково-дослідному інституті фізичних методів лікування імені Сєченова у Севастополі.
У 1941—1942 р. — головний лікар та секретар партійної організації 2-ї Севастопольської міської поліклініки, одночасно виконувала обов'язки начальника медико-санітарної служби місцевої ППО Північного району міста Севастополя. У 1942 році евакуйована із Севастополя у Казахську РСР.
З червня 1943 року — в Червоній армії. Працювала лікарем терапевтичного госпіталю Воронезького фронту, лікарем хірургічного госпіталю 1-го Українського фронту. У 1946 році демобілізувалася із армії.
У 1947—1984 роках — лікар, науковий співробітник, заступник директора з наукової частини Державного центрального науково-дослідного інституту фізичних методів лікування імені Сєченова у місті Ялті (потім — у Севастополі), лікар Севастопольської поліклініки. З 1948 року вибиралася секретарем партійної організації науково-дослідного інституту фізичних методів лікування імені Сєченова.
З 1984 року — на пенсії.

## Нагороди
- орден Трудового Червоного Прапора
- орден Червоної Зірки (20.02.1943)
- орден Вітчизняної війни 2-го ст. (6.04.1985)
- ордени
- медалі